# 글렌 웰런
글렌 데이비드 웰런(Glenn David Whelan, 1984년 1월 13일 더블린 ~ )는 아일랜드의 축구 선수이다. 현재 브리스틀 로버스과 아일랜드 국가대표로 활약하고 있다.